# 莫尔沙赫
莫尔沙赫（德語：Morschach）是瑞士联邦施维茨州施维茨区的市镇。该市镇面积为23.4平方千米，海拔高度643米，2018年12月31日人口为1,159人。